# Pielinen
Pielinen, Pielis, Pielisjärvi – jezioro we wschodniej Finlandii, czwarte pod względem powierzchni jezioro kraju. Położone na Pojezierzu Fińskim, w rejonie Północnej Karelii.
Powierzchnia jeziora: 894 km²

Wymiary: 100 km x 10 km (maks. 20 km)

Głębokość maksymalna: 61 m

Wysokość: 94 m n.p.m.
Na jeziorze Pielinen znajdują się liczne wyspy, w tym Paalasmaa.
Miasta leżące nad jeziorem Pielinen: Nurmes i Lieksa.
Nazwę jeziora nadano planetoidzie (1536) Pielinen.